# Grande Prêmio da Grã-Bretanha de 1958
Resultados do Grande Prêmio da Grã-Bretanha de Fórmula 1 realizado em Silverstone em 19 de julho de 1958. Sétima etapa do campeonato, foi vencida pelo britânico Peter Collins, que subiu ao pódio junto a Mike Hawthorn numa dobradinha da Ferrari, com Roy Salvadori em terceiro pela Cooper-Climax.

## Resumo
Pela primeira vez na história da Fórmula 1, o pódio do Grande Prêmio da Grã-Bretanha é formado somente por pilotos nativos.
Última vitória na carreira de Peter Collins e a primeira de um britânico no Circuito de Silverstone.

## Classificação da prova
| Pos. | Nº | Piloto              | Construtor     | Voltas | Tempo/Diferença  | Grid | Pontos |
| ---- | -- | ------------------- | -------------- | ------ | ---------------- | ---- | ------ |
| 1    | 1  | Peter Collins       | Ferrari        | 75     | 2:09:04.2        | 6    | 8      |
| 2    | 2  | Mike Hawthorn       | Ferrari        | 75     | + 24.2           | 4    | 7      |
| 3    | 10 | Roy Salvadori       | Cooper-Climax  | 75     | + 50.6           | 3    | 4      |
| 4    | 9  | Stuart Lewis-Evans  | Vanwall        | 75     | + 50.8           | 7    | 3      |
| 5    | 20 | Harry Schell        | BRM            | 75     | + 1:14.8         | 2    | 2      |
| 6    | 11 | Jack Brabham        | Cooper-Climax  | 75     | + 1:23.2         | 10   |        |
| 7    | 8  | Tony Brooks         | Vanwall        | 74     | + 1 volta        | 9    |        |
| 8    | 4  | Maurice Trintignant | Cooper-Climax  | 73     | + 2 voltas       | 12   |        |
| 9    | 5  | Carroll Shelby      | Maserati       | 72     | + 3 voltas       | 15   |        |
| Ret  | 3  | Wolfgang von Trips  | Ferrari        | 59     | Motor            | 11   |        |
| Ret  | 22 | Jo Bonnier          | Maserati       | 49     | Câmbio           | 13   |        |
| Ret  | 6  | Gerino Gerini       | Maserati       | 44     | Câmbio           | 18   |        |
| Ret  | 12 | Ian Burgess         | Cooper-Climax  | 40     | Embreagem        | 16   |        |
| Ret  | 7  | Stirling Moss       | Vanwall        | 25     | Motor            | 1    |        |
| Ret  | 17 | Cliff Allison       | Lotus-Climax   | 21     | Motor            | 5    |        |
| Ret  | 19 | Jean Behra          | BRM            | 19     | Suspensão        | 8    |        |
| Ret  | 15 | Ivor Bueb           | Connaught-Alta | 19     | Câmbio           | 17   |        |
| Ret  | 18 | Alan Stacey         | Lotus-Climax   | 19     | Superaquecimento | 20   |        |
| Ret  | 16 | Graham Hill         | Lotus-Climax   | 17     | Superaquecimento | 14   |        |
| Ret  | 14 | Jack Fairman        | Connaught-Alta | 7      | Ignição          | 19   |        |

## Tabela do campeonato após a corrida
|   | Pos. | Piloto        | Pontos |
| - | ---- | ------------- | ------ |
| 1 | 1    | Mike Hawthorn | 30     |
| 1 | 2    | Stirling Moss | 23     |
| 8 | 3    | Peter Collins | 14     |
| 1 | 4    | Luigi Musso   | 12     |
| 1 | 5    | Harry Schell  | 12     |

|  | Pos. | Equipe        | Pontos |
|  | ---- | ------------- | ------ |
|  | 1    | Ferrari       | 36     |
|  | 2    | Vanwall       | 25     |
|  | 3    | Cooper-Climax | 23     |
|  | 4    | BRM           | 12     |
|  | 5    | Maserati      | 6      |

- Nota: Somente as primeiras cinco posições estão listadas. Apenas os seis melhores resultados, dentre pilotos ou equipes, eram computados visando o título. Neste ponto esclarecemos: na tabela dos construtores figurava somente o melhor resultado dentre os carros de um mesmo time.